# Hüvelyk Matyi (film, 1958)
A Hüvelyk Matyi (eredeti cím: Tom Thumb) 1958-ban bemutatott brit–amerikai mesefilm, amely a Grimm fivérek azonos című meséje alapján készült. Az élőszereplős játékfilm rendezője és producere George Pal, a forgatókönyvet Ladislas Fodor írta, a zenéjét Douglas Gamley és Ken Jones szerezte. A mozifilm a Galaxy Pictures Limited gyártásában készült, a Metro-Goldwyn-Mayer forgalmazásában jelent meg. Műfaja zenés fantasyfilm.
Nagy-Britanniában 1958. december 8-án, Amerikában december 22-én, Magyarországon az első-két magyar szinkrontal 1960. december 25-én és 1977. december 8-án mutatták be a mozikban, a harmadikkal 1995. augusztus 17-én adták ki VHS-en, a negyedikkel 1997. március 29-én az MTV1-en vetítették le a televízióban.

## Szereplők
| Szereplő             | Színész           | 1. magyar szinkron (MOKÉP, 1960) | 2. magyar szinkron (MOKÉP, 1977) | 3. magyar szinkron (InterCom, 1995) | 4. magyar szinkron (MTV1, 1997) |
| Szereplő             | Színész           | Magyar hang                      | Magyar hang                      | Magyar hang                         | Magyar hang                     |
| Főszereplő           | Főszereplő        | Főszereplő                       | Főszereplő                       | Főszereplő                          | Főszereplő                      |
| -------------------- | ----------------- | -------------------------------- | -------------------------------- | ----------------------------------- | ------------------------------- |
| Hüvelyk Matyi        | Russ Tamblyn      | Bodrogi Gyula                    | Maros Gábor                      | Bor Zoltán                          | Minárovits Péter                |
| Szerelmesek          |                   |                                  |                                  |                                     |                                 |
| Woody                | Alan Young        | Peczkay Endre                    | Harsányi Gábor                   | Fazekas István                      | Lippai László                   |
| Erdő királynője      | June Thorburn     | Váradi Hédi                      | Hűvösvölgyi Ildikó               | Farkasinszky Edit                   | Györgyi Anna                    |
| Gonosztevők          |                   |                                  |                                  |                                     |                                 |
| Ivan                 | Terry-Thomas      | Sinkovits Imre                   | Velenczey István                 | Bezerédi Zoltán                     | Balázs Péter                    |
| Antony               | Peter Sellers     | Csákányi László                  | Bodrogi Gyula                    | Melis Gábor                         | Józsa Imre                      |
| Hüvelyk Matyi szülei |                   |                                  |                                  |                                     |                                 |
| Jonathan, az apa     | Bernard Miles     | Bánhidi László                   | Szabó Gyula                      | Rajhona Ádám                        | Fülöp Zsigmond                  |
| Anne, az anya        | Jessie Matthews   | Kelemen Éva                      | Ruttkai Éva                      | Jani Ildikó                         | Földi Teri                      |
| További szereplők    |                   |                                  |                                  |                                     |                                 |
| Cipész               | Ian Wallace       | Mádi Szabó Gábor                 | ?                                | Várday Zoltán                       | Makay Sándor                    |
| Kisbíró              | Peter Bull        | Latabár Árpád                    | ?                                | Surányi Imre                        | Buss Gyula                      |
| Karmester            | Peter Butterworth | ?                                | ?                                | Szalay Imre                         | Rudas István                    |
| Őrmester             | N/A               | ?                                | ?                                | Csuja Imre                          | Varga Tamás                     |
| Szereplő             | Eredeti hang      | Magyar hang                      | Magyar hang                      | Magyar hang                         | Magyar hang                     |
| Játékok              |                   |                                  |                                  |                                     |                                 |
| Con-Fu-Shon          | Dallas McKennon   | Alfonzó                          | ?                                | Szokol Péter                        | Rosta Sándor                    |
| Jancsi baba          | Dallas McKennon   | ?                                | ?                                | Bognár Zsolt                        | Dimulász Miklós                 |
| Ásító ember          | Stan Freberg      | Szabó Ernő (ének)                | ?                                | saját énekhangján                   | saját énekhangján               |

## Betétdalok
| Dal                   | Előadó                  |
| --------------------- | ----------------------- |
| Tom Thumb's Tune      | Russ Tamblyn Puppetoons |
| After All These Years | Jessie Matthews         |
| Talented Shoes        | Ian Wallace             |
| The Yawning Song      | Stan Freberg            |
| Are You a Dream       | Alan Young              |

## Televíziós megjelenések
- 4. magyar szinkron: TV-1
- 3. magyar szinkron: RTL Klub